# Esporte Clube Mamoré
L'Esporte Clube Mamoré, noto anche semplicemente come Mamoré, è una società calcistica brasiliana con sede nella città di Patos de Minas, nello stato del Minas Gerais.

## Storia
Il 13 giugno 1949, l'Esporte Clube Mamoré è stato fondato.
Nel 2001, il club ha partecipato al Campeonato Brasileiro Série C, dove è stato eliminato alla prima fase.

## Palmarès

### Competizioni statali
- Campeonato Mineiro Módulo II: 4

1991, 2000, 2014, 2023
- Campeonato Mineiro Segunda Divisão: 1

2009